# Route Napoléon
La Route Napoleon (N85) è una strada che prende il nome dal percorso intrapreso da Napoleone nel 1815 al suo ritorno dall'isola d'Elba. La strada ha una lunghezza totale di 314 km ed è stata inaugurata nel 1932.

## Percorso

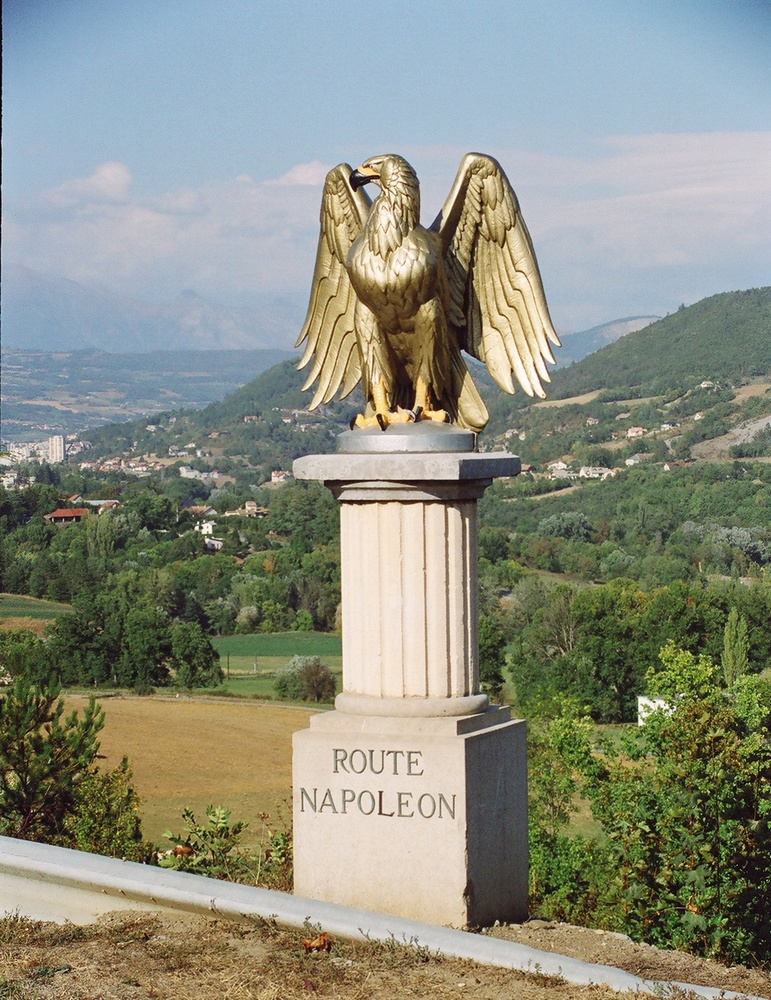
Una statua a Gap

Il percorso inizia dalla località detta Golfo Juan, nel municipio di Vallauris, dove Napoleone sbarcò il 1º marzo 1815. La strada si snoda dalla Costa Azzurra andando verso nord-ovest, all'inizio ai piedi delle Alpi. Il percorso è segnato da statue dell'aquila imperiale francese.
Andando da sud a nord si attraversano Antibes, Grasse, Saint-Vallier-de-Thiey, Castellane, Digne, Sisteron, Gap, il Col Bayard (1246 m di altezza), Corps, La Mure, Laffrey e Grenoble.